# David Ferreiro Quiroga
David Ferreiro Quiroga (Baños de Molgas , 1 april 1988) is een Spaanse voetballer, die voor Málaga CF speelt als middenvelder. Zijn natuurlijke positie is die van rechtervleugelspeler, van waaruit hij zijn vaardigheid en dribbelvermogen gebruikt om tegenstanders te overlopen en gevaarlijk bij te dragen aan de aanval. Bovendien kan hij zich dankzij zijn veelzijdigheid en ervaring ook aanpassen aan de positie van aanvallende middenvelder.
Ferrero werd geboren in Baños de Molgas, een gemeente in de Spaanse provincie Ourense (regio Galicië). Hij rondde zijn ontwikkeling af bij Pabellón Ourense CF, nadat hij zijn jeugdopleiding had aangevat bij SD Nogueira de Ramuín. 
In 2006 tekende hij bij CD Ourense. Aanvankelijk ingedeeld bij de reserves in de Tercera División, werd hij een vaste waarde voor het eerste elftal tijdens het seizoen 2007-2008. De ploeg eindigde op een zeventiende plaats in de eindrangschikking van de Segunda División B, met degradatie als gevolg.
Ferreiro bleef de daaropvolgende jaren uitkomen op het niveau van de Segunda División B en vertegenwoordigde één seizoen bij recente promovent CF Atlético Ciudad, waar de ploeg achtste eindigde en twee seizoenen Zamora CF, die respectievelijk veertiende en dertiende eindigde.
Op 2 augustus 2011 tekende hij een driejarig contract bij Granada CF, die zijn afkoopclausule van 20.000 Euro betaalde. Hij zou echter nooit voor de ploeg uit Granada spelen, want hij zou drie maal uitgeleend worden. Vooreerst het eerste seizoen 2011-2012 werd hij onmiddellijk uitgeleend aan Cádiz CF. Bij de ploeg uit Cádiz, die ook actief was op het niveau van de Segunda División B, speelde hij drieëndertig wedstrijden waarin hij acht maal scoorde. De ploeg werd kampioen van groep IV, maar ontliep de promotie tijdens de eindronde.
Daarna werd hij tijdens het seizoen 2012-2013 uitgeleend aan Racing Santander. Aangezien deze ploeg op het niveau van de Segunda División A speelde, maakte hij op vierentwintig jarige leeftijd zijn debuut in het professionele voetbal. Hij zou er uitgroeien tot één van de basisspelers. Zijn eerste wedstrijd op dat niveau speelde hij op 19 augustus, beginnend in een 0-1 thuisverlies tegen UD Las Palmas. Zijn enige doelpunt van de campagne, dat eindigde in degradatie van de ploeg in Santander, scoorde hij op 12 mei van het volgende jaar tijdens een 0-1 uitoverwinning tegen Real Madrid Castilla. 
Ten slotte werd hij tijdens het seizoen 2013-2014 uitgeleend aan reeksgenoot Hércules CF. Ook hier werd hij een basisspeler met twee doelpunten uit vijfendertig wedstrijden, maar ook hier was een tweeëntwintigste en laatste plaats niet voldoende om het behoud te verzekeren.
Na die drie uitleenbeurten volgde een transfer bij reeksgenoot CD Lugo. Daar zou hij in totaal twee seizoenen vertoeven en ook steeds tot de basisspelers behoren, met vooreerst een vijftiende plaats en tijdens tweede seizoen een veertiende plaats als eindrangschikking. 
Hij tekende op 20 juni 2016 bij reeksgenoot SD Huesca. Het eerste seizoen werd de ploeg zesde en kon zich zo voor de eindronde plaatsen. Maar tijdens de eindronde werd de promotie niet behaald. Het daaropvolgende seizoen 2017-2018 werd de promotie naar de  Primera División afgedwongen. Dankzij deze verdienste werd hij door het gemeentebestuur van zijn geboortedorp Baños de Molgas gehuldigd. Het debuut van Ferreiro op het hoogste niveau van het Spaans voetbal viel samen met het debuut van de ploeg uit Huesca. Hij maakte op 19 augustus 2018 zijn debuut toen hij in de 90e minuut inviel voor en:Damián Musto in een 2-1 uitoverwinning tegen SD Eibar. Maar dit mooie debuut kon niet verhinderen dat de ploeg met een voorlaatste plaats degradeede. De speler volgde de ploeg en tijdens het 2019-2020 werd de ploeg vice-kampioen en keerde onmiddellijk terug. Maar ook tijdens seizoen  2020-2021 was het verdict hetzelfde dan twee seizoenen ervoor. Een achttiende plaats leidde tot een tweede degradatie uit het hoogste Spaanse niveau. Tijdens seizoen seizoen 2021-2022 wilde Huesca de terugkeer weer onmiddellijk bewerkstelligen. Dit liep helemaal anders. Na een heel grijs seizoen eindigde de ploeg op een dertiende plaats.
Het seizoen 2022-2023 verhuisde de speler naar reeksgenoot FC Cartagena. Hij tekende er op 4 juli 2022 een contract voor twee seizoenen. Zijn eerste officiële wedstrijd was de openingswedstrijd op 15 augustus 2022 tegen SD Ponferradina.  De thuiswedstrijd ging echter met 2-3 verloren.  Tijdens de vierde competitiewedstrijd tegen Burgos FC liep hij een blessure op, die hem elf wedstrijden buiten strijd bracht.  Achteraf kwam hij niet verder dan invalbeurten en één basisplek tijdens de laatste wedstrijd.  Hij kende zestien optredens in de competitie en twee tijdens de beker, waarvan de laatste tijdens de 1/16de finale tegen Villarreal CF. Ook tijdens seizoen 2023-2024 had David het moeilijk om een basisplek op te eisen.  Om deze reden werd op 13 januari 2024 het contract met wederkeringe toestemming ontbonden. 
Hij vond op een niveau lager tot het einde van het seizoen 2023-2024 onderdak bij Málaga CF, een ploeg die vorig seizoen uit het professionele voetbal was gedegradeerd.  Hij werd er onmiddellijk één van de basisspelers.